# Kate Hardie
Kate Hardie (* 26. April 1969) ist eine britische Schauspielerin.

## Leben und Karriere
Kate Hardie, deren bürgerlicher Name Kate Oddie lautet, wuchs in Hampstead im Norden der britischen Hauptstadt London auf. 1983 verließ sie im Alter von 14 Jahren Schule und Elternhaus, um mit einem Jungen zusammenzuleben. Sie gab im selben Jahr ihr Filmdebüt in dem von Regisseur Charles Sturridge inszenierten Film Runners – Ausgerissen. Seitdem spielte sie in zahlreichen Fernsehserien und Filmen mit. Im deutschsprachigen Raum wurde sie bekannt durch ihre Darstellung der Cathy in dem 1986 entstandenen Filmdrama Mona Lisa neben den Hauptdarstellern Bob Hoskins, Michael Caine und Cathy Tyson. 2006 beendete sie eine Ausbildung zur Drehbuchautorin an der National Film and Television School. Für King of London und einige Folgen der Fernsehserie Come Up schrieb sie in der Folgezeit die Drehbücher. Zuletzt wirkte Kate Hardie 2009 in einigen Episoden der Fernsehserie Criminal Justice mit.
Kate Hardie lebte sechs Jahre mit dem Schauspieler Dorian Healy zusammen. Bei einem Fotoshooting begegnete sie dem bekannten Porträt- und Modefotografen Rankin Waddell, den sie 1995 heiratete. Nachdem ihr Sohn Lyle geboren war,  ließ sie sich 1998 von ihrem Ehemann scheiden. Bereits in der Trennungsphase zog Kate Hardie mit dem Schauspielerkollegen David Thewlis zusammen. Diese Beziehung ging nach einiger Zeit ebenfalls in die Brüche.

## Filmografie (Auswahl)
- 1983: Runners – Ausgerissen (Runners)
- 1985: Number One
- 1985: Revolution
- 1986: Mona Lisa
- 1987: Schrei nach Freiheit (Cry Freedom)
- 1987: Casualty (Fernsehserie, 8 Folgen)
- 1989: Wahn des Herzens (Tree of Hands)
- 1989: Melancholia
- 1990: Die Krays (The Krays)
- 1994: Smokescreen (Fernsehserie, 6 Folgen)
- 1994: Unter Beschuss (Open Fire)
- 1995: Jack und Sarah – Daddy im Alleingang (Jack & Sarah)
- 1998: Der Croupier (Croupier)
- 1999: Heart – Jeder kann sein Herz verlieren (Heart)
- 2000: Die Helden
- 2002: Dina – Meine Geschichte (Jeg Er Dina)
- 2007: Little Devil (Fernsehserie, Episodenrolle)
- 2009: Criminal Justice (Fernsehserie, 5 Folgen)